# Allobaccha flavibasis
Allobaccha flavibasis är en tvåvingeart som först beskrevs av Günther Enderlein 1938.  Allobaccha flavibasis ingår i släktet Allobaccha och familjen blomflugor. Inga underarter finns listade i Catalogue of Life.